# Герб Египта
Герб Египта представляет собой остроконечный щит, дважды рассечённый на червлень, серебро и чернь, на груди у золотого орла, смотрящего геральдически вправо, держащего в лапах девизную ленту с надписью на арабском языке Арабская Республика Египет.

## Описание
«Орёл Салах ад-Дина» держит надпись, на которой написано название государства на арабском языке: Арабская Республика Египет. На месте сердца орла находится щит с цветами флага — но в вертикальной вместо горизонтальной конфигурации. В союзе с Сирией в составе Объединённой Арабской Республики (1958—1961) и до 1971 года, на щите располагались две звезды. В период между 1972 и 1984 годами орёл был заменен на золотого ястреба, символ Федерации Арабских Республик.
Золотой орёл в качестве символа Салах ад-Дина является предметом споров для археологов. Символ этой птицы был найден на западной стене цитадели Каира (построенной Салах ад-Дином), и поэтому многие предполагают, что он являются его личным символом. Существует, однако, мало доказательств этого. Он был впоследствии принят в качестве символа арабских националистов в Ираке, Палестине и Йемена (и ранее в Ливии).

## История герба
|  | Герб Египетского Султаната 1914—1922            | Чтобы показать свою независимость от Османской Порты Мухаммад Али представил новый египетский герб с изображением полумесяца с тремя звездами на красном поле. Предполагается, что это должно символизировать победы его армии на трех континентах (в Африке, Азии и Европе), и его собственный суверенитет над Египтом, Суданом и Хиджазом. |
|  | Герб Королевства Египет 1922—1953               | На гербе королевства в лазоревом поле — три пятилучевые звезды над полумесяцем, обращенным рогами вверх; все фигуры — серебряные. Щит окружен цепью высшего государственного ордена Мухаммада Али. Герб положен на пурпурную, подбитую горностаем и украшенную золотыми шитьем и бахромой мантию, ниспадающую из королевской короны, которая повторяется непосредственно над щитом. Иногда щиток герба неправильно окрашивался в зелёный цвет, согласно расцветке нового флага королевства. Три звезды символизируют три составляющих Королевство территории: Египет, Нубию и Судан; зелёный цвет означает сельскохозяйственную природу страны, а также символизируют доминирующую религию ислам.                                                                                                  |
|  | Герб Республики Египет 1953—1958                | Основой для герба Республики Египта, принятого в 1953 году стал золотой стилизованный орел Саладина, на груди которого разместился зелёный круглый щиток с изображением серебряного полумесяца, обращенного рогами вверх и тремя звездами над ним — рисунка египетского флага. |
|  | Герб Объединённой Арабской Республики 1958—1971 | Баасистское правительство Сирии в январе 1958 года предложило Египту объединение с Сирией. Гербом ОАР был сделан модифированный «орел Саладина», получивший черные крылья и хвост. На груди орла помещен щиток, повторяющий рисунок нового флага в виде вертикальных полос красного, белого и чёрного цветов с изображением посередине одна над другой двух зеленых пятиконечных звезд — символов Египта и Сирии. Красный цвет символизирует борьбу с колониальным режимом, белый — «бескровную» революцию 1952 года, чёрный — окончание гнёта британского колониального режима. В лапах орел держит зелёный картуш с обрамлением, на котором дано название государства на арабском языке: الجمهورية العربية المتحدة (аль-Джумхури́я аль-Араби́я аль-Муттахи́да, «Объединённая Арабская Республика»). |
|  | Герб Федерации Арабских Республик 1972—1977     | В 1972 г. создана Федерацию Арабских Республик (ФАР), куда вошли Ливия, Египет и Сирия. Гербом ФАР стал золотой ястреб. На его груди располагался полностью золотой щиток. В лапах птица держала свиток, на котором было начертано полное название государства — اتحاد الجمهوريات العربية, чуть выше — два пшеничных колоса. |